# 格雷文布羅赫
格雷文布罗赫（德語：Grevenbroich，發音：[ˌɡʁeːvn̩ˈbʁoːx] ⓘ）是德国北莱茵-威斯特法伦州杜塞尔多夫行政区诺伊斯莱茵县的城市，面积102.41平方千米，2023年12月31日人口为64,588人。

## 人物
- 洪濤生（Vincenz Hundhausen） - 北京大学德文教授，中文向德文翻译者[2]。

## 友好城市
格雷文布罗赫与以下城市结为友好城市：
- 德国 福格特兰地区奥尔巴赫
- 荷蘭 凱瑟爾
- 法國 圣沙蒙
- 斯洛維尼亞 采列